# Wahl zur London-Versammlung 2004

Zusammensetzung der London-Versammlung nach der Wahl:

Am 10. Juni 2004 fand eine Wahl zur Versammlung von London statt, die zusammen mit der Wahl des Londoner Bürgermeisters 2004 abgehalten wurde. Es gibt vierzehn direkt gewählte Wahlbezirke, von denen neun von den Tories und fünf von der Labour-Partei gewonnen wurden. Weitere elf Mitglieder wurden durch eine Aufstockungsabstimmung zugewiesen, mit der Maßgabe, dass die Parteien mindestens 5 % der Stimmen erhalten müssen, um sich für die Listenplätze zu qualifizieren. Diese letztere Regel verhinderte, dass sowohl die British National Party als auch die Respect Party jeweils einen Sitz gewinnen konnten, da beide knapp unter der 5-%-Schwelle lagen. Bei dieser Wahl gab es Verluste für Labour und die Grünen und Gewinne sowohl für die Liberaldemokraten als auch für die UKIP, die ihre erste Vertretung in der Versammlung seit ihrer Gründung im Jahr 2000 erreichten.

## Wahlsystem
Die London Assembly wird mit einem gemischten Wahlverfahren gewählt, ähnlich jenem des Deutschen Bundestags. Es gibt 14 Wahlkreise, in denen jeweils ein Abgeordneter nach dem Mehrheitswahlverfahren gewählt wird. Die restlichen 11 Ratsmitglieder werden nach dem Verhältniswahlrecht bestimmt, mit Partei-Wahllisten für die ganze Stadt. Hierbei besteht eine Fünf-Prozent-Hürde. Die in den Direkt-Wahlkreisen bereits vergebenen Sitze werden im Auszählungsverfahren berücksichtigt, ohne dass sich hieraus Überhangmandate ergeben.

## Wahlkreiseinteilung
|  | 1. Barnet and Camden 2. Bexley and Bromley 3. Brent and Harrow 4. City and East 5. Croydon and Sutton 6. Ealing and Hillingdon 7. Enfield and Haringey 8. Greenwich and Lewisham 9. Havering and Redbridge 10. Lambeth and Southwark 11. Merton and Wandsworth 12. North East 13. South West 14. West Central |

## Ergebnis
Die Konservative Partei gewann die Wahlbezirke Brent und Harrow von Labour, die 7,6 % ihrer Stimmen verloren. Auch in Barnet und Camden, City und East, Ealing und Hillingdon, Greenwich und Lewisham, Havering und Redbridge und West Central gab es große Schwankungen bei der Labour-Position. Die Liberaldemokraten verloren in den meisten Wahlkreisen Stimmen, konnten aber in Enfield und Haringey, Lambeth und Southwark sowie Merton und Wandsworth gewinnen. In Bexley und Bromley, Croydon und Sutton, Greenwich und Lewisham sowie Havering und Redbridge gewann die UKIP große Stimmenanteile.

## Wahlergebnis
| Wahl zur London-Versammlung 2004 | Wahl zur London-Versammlung 2004           | Wahl zur London-Versammlung 2004     | Wahl zur London-Versammlung 2004     | Wahl zur London-Versammlung 2004     | Wahl zur London-Versammlung 2004     | Wahl zur London-Versammlung 2004     | Wahl zur London-Versammlung 2004     | Wahl zur London-Versammlung 2004     | Wahl zur London-Versammlung 2004     | Wahl zur London-Versammlung 2004     | Wahl zur London-Versammlung 2004     | Wahl zur London-Versammlung 2004 | Wahl zur London-Versammlung 2004 | Wahl zur London-Versammlung 2004 |
| Partei                           | Partei                                     | Personalisiertes Verhältniswahlrecht | Personalisiertes Verhältniswahlrecht | Personalisiertes Verhältniswahlrecht | Personalisiertes Verhältniswahlrecht | Personalisiertes Verhältniswahlrecht | Personalisiertes Verhältniswahlrecht | Personalisiertes Verhältniswahlrecht | Personalisiertes Verhältniswahlrecht | Personalisiertes Verhältniswahlrecht | Personalisiertes Verhältniswahlrecht | Gesamt- mandate                  | Gesamt- mandate                  | Gesamt- mandate                  |
| Partei                           | Partei                                     | Wahlkreis-Direktmandate              | Wahlkreis-Direktmandate              | Wahlkreis-Direktmandate              | Wahlkreis-Direktmandate              | Wahlkreis-Direktmandate              | Region (Listenmandate)               | Region (Listenmandate)               | Region (Listenmandate)               | Region (Listenmandate)               | Region (Listenmandate)               | Gesamt- mandate                  | Gesamt- mandate                  | Gesamt- mandate                  |
| Partei                           | Partei                                     | Wahlkreis- stimmen                   | In %                                 | +/−                                  | Wahlkreis- mandate                   | +/−                                  | Listen- stimmen                      | In %                                 | +/−                                  | Listen- mandate                      | +/−                                  | Gesamt- mandate                  | +/−                              | In %                             |
| -------------------------------- | ------------------------------------------ | ------------------------------------ | ------------------------------------ | ------------------------------------ | ------------------------------------ | ------------------------------------ | ------------------------------------ | ------------------------------------ | ------------------------------------ | ------------------------------------ | ------------------------------------ | -------------------------------- | -------------------------------- | -------------------------------- |
|                                  | Conservatives                              | 562.047                              | 31,2 %                               | ▼2,0 %                               | 9                                    | ▲1                                   | 533.696                              | 28,5 %                               | ▼0,5 %                               | 0                                    | ▼1                                   | 9                                | ▬                                | 36,0 %                           |
|                                  | Labour                                     | 444.808                              | 24,7 %                               | ▼6,9 %                               | 5                                    | ▼1                                   | 468.247                              | 25,0 %                               | ▼5,3 %                               | 2                                    | ▼1                                   | 7                                | ▼2                               | 28,0 %                           |
|                                  | Liberal Democrats                          | 332.237                              | 18,4 %                               | ▼0,5 %                               | 0                                    | ▬                                    | 316.218                              | 16,9 %                               | ▲2,1 %                               | 5                                    | ▲1                                   | 5                                | ▲1                               | 20,0 %                           |
|                                  | Greens                                     | 138.242                              | 7,7 %                                | ▼2,5 %                               | 0                                    | ▬                                    | 160.445                              | 8,6 %                                | ▼2,5 %                               | 2                                    | ▼1                                   | 2                                | ▼1                               | 8,0 %                            |
|                                  | UKIP                                       | 180.516                              | 10,0 %                               | ▲9,9 %                               | 0                                    | ▬                                    | 156.780                              | 8,4 %                                | ▲6,3 %                               | 2                                    | ▲2                                   | 2                                | ▲2                               | 8,0 %                            |
|                                  | BNP                                        | –                                    | –                                    | –                                    | –                                    | –                                    | 90.365                               | 4,8 %                                | ▲1,9 %                               | 0                                    | ▬                                    | 0                                | ▬                                | 0,0 %                            |
|                                  | Respect                                    | 82.301                               | 4,6 %                                | Neu                                  | 0                                    | Neu                                  | 87.533                               | 4,7 %                                | Neu                                  | 0                                    | Neu                                  | 0                                | Neu                              | 0,0 %                            |
|                                  | CPA                                        | 43,322                               | 2,4 %                                | Neu                                  | 0                                    | Neu                                  | 54.914                               | 2,9 %                                | ▼0,4 %                               | 0                                    | ▬                                    | 0                                | ▬                                | 0,0 %                            |
|                                  | Alliance for Diversity in Community, Uppal | –                                    | –                                    | –                                    | –                                    | –                                    | 4,968                                | 0,3 %                                | Neu                                  | 0                                    | Neu                                  | 0                                | Neu                              | 0,0 %                            |
|                                  | Communist Party                            | 1.378                                | 0,1 %                                | Neu                                  | 0                                    | Neu                                  | –                                    | –                                    | –                                    | –                                    | –                                    | 0                                | ▬                                | 0,0 %                            |
|                                  | Rathy Alagaratnam                          | 1.240                                | 0,1 %                                | Neu                                  | 0                                    | Neu                                  | –                                    | –                                    | –                                    | –                                    | –                                    | 0                                | Neu                              | 0,0 %                            |
|                                  | Sonstige                                   | 16.446                               | 0,9 %                                | ▼4,8 %                               | 0                                    | ▬                                    | –                                    | –                                    | –                                    | –                                    | –                                    | 0                                | ▬                                | 0,0 %                            |
| Gesamt                           | Gesamt                                     | 1.802.537                            | 100,0 %                              |                                      | 14                                   |                                      | 1.873.166                            | 100,0 %                              |                                      | 11                                   |                                      | 25                               |                                  | 100,0 %                          |